# Albin Lee Meldau
Albin Lee Meldau (Göteborg, 8 februari 1988) is een Zweeds singer-songwriter. Eerder maakte hij onderdeel uit van de band Magnolia.

## Biografie
Meldau bracht met de hulp van producer Björn Yttling zijn debuut ep Lovers in 2016 uit. Later dat jaar tekende hij een platencontract bij Astralwerks, waar hij zijn debuut-ep Lovers heruitbracht. In 2017 volgde zijn twee ep, getiteld Bloodshot. Door NPR Music werd Meldau uitgeroepen tot een van de meest veelbelovende artiesten van SXSW. Hier trad hij op als onderdeel van zijn Tiny Desk concertserie. NPR Music omschreef Meldau's stem als adembenemend, gevoelig, ovationeel en onmogelijk om te negeren.
Op 1 juni 2018 bracht Meldau zijn debuutalbum About You uit. Hetzelfde jaar verscheen hij in de Zweedse realityserie Så mycket bättre, uitgezonden op TV4. Lee Meldau bracht op 8 mei 2020 een tweedelig ep getiteld På svenska (Sida A) uit.
In maart 2023 bracht Meldau de single Forget About Us uit, waarmee hij een NPO Radio 2 TopSong scoorde. Datzelfde jaar en in 2024 trad Lee Meldau op tijdens 3FM Serious Request 2023 en 3FM Serious Request 2024. In 2024 bracht hij zijn derde album getiteld Discomforts uit. Ook bracht hij een single uit die hij als eerbetoon opdroeg aan Cornelis Vreeswijk.

## Discografie

### Albums
| Jaar | Titel       |
| ---- | ----------- |
| 2018 | About You   |
| 2020 | På svenska  |
| 2024 | Discomforts |

### Ep's
| Jaar | Titel                                |
| ---- | ------------------------------------ |
| 2016 | Lovers                               |
| 2017 | Bloodshot                            |
| 2018 | Så mycket bättre 2018 – Tolkningarna |
| 2019 | The Purgatory Sessions               |
| 2019 | Merry Little Christmas               |
| 2020 | På svenska (Sida A)                  |
| 2021 | Epistlar                             |

### Singles
| Jaar | Titel                                      |
| ---- | ------------------------------------------ |
| 2016 | Lou Lou                                    |
| 2017 | Persistence                                |
| 2017 | Bloodshot                                  |
| 2017 | Same Boat                                  |
| 2018 | The Weight Is Gone                         |
| 2018 | Before & After                             |
| 2018 | I Need Your Love                           |
| 2018 | Bara himlen ser på                         |
| 2018 | Spela min favoritvals                      |
| 2018 | I Know Something You Don't Know            |
| 2018 | Kan man älska nån på avstånd               |
| 2019 | Vita fen (met Stor)                        |
| 2019 | Kom för mig                                |
| 2019 | Have Yourself a Merry Little Christmas     |
| 2020 | På riktigt                                 |
| 2020 | Från himmelen fallen (met Louise Hoffsten) |
| 2020 | Merry Xmas Everybody                       |
| 2021 | Josefin                                    |
| 2021 | Andas                                      |
| 2021 | Ord som rimmar på dig                      |
| 2021 | Merry Christmas on Your Own (met Grant)    |
| 2022 | Forget About Us                            |
| 2022 | Mamma                                      |
| 2022 | Gör dig glad (met Grant)                   |
| 2022 | Segla på ett moln (met Arvid Nero)         |
| 2022 | Kyss!                                      |
| 2023 | Farväl                                     |
| 2023 | When You're Here                           |
| 2023 | Hold Your Head Up (met Jack Savoretti)     |
| 2024 | Elvis, I Love You                          |
| 2024 | Sinking Like a Stone                       |
| 2024 | Misstro (met Molly Hammar)                 |
| 2024 | Josephine (met Lissie)                     |
| 2024 | If You Ever Change Your Mind               |